# Sasmuan
Sasmuan (Bayan ng Sasmuan) är en kommun i Filippinerna. Kommunen ligger på ön Luzon, och tillhör provinsen Pampanga. Folkmängden uppgår till 23 359 invånare.
Sasmuan är indelat i 12 barangayer.